# David Souter

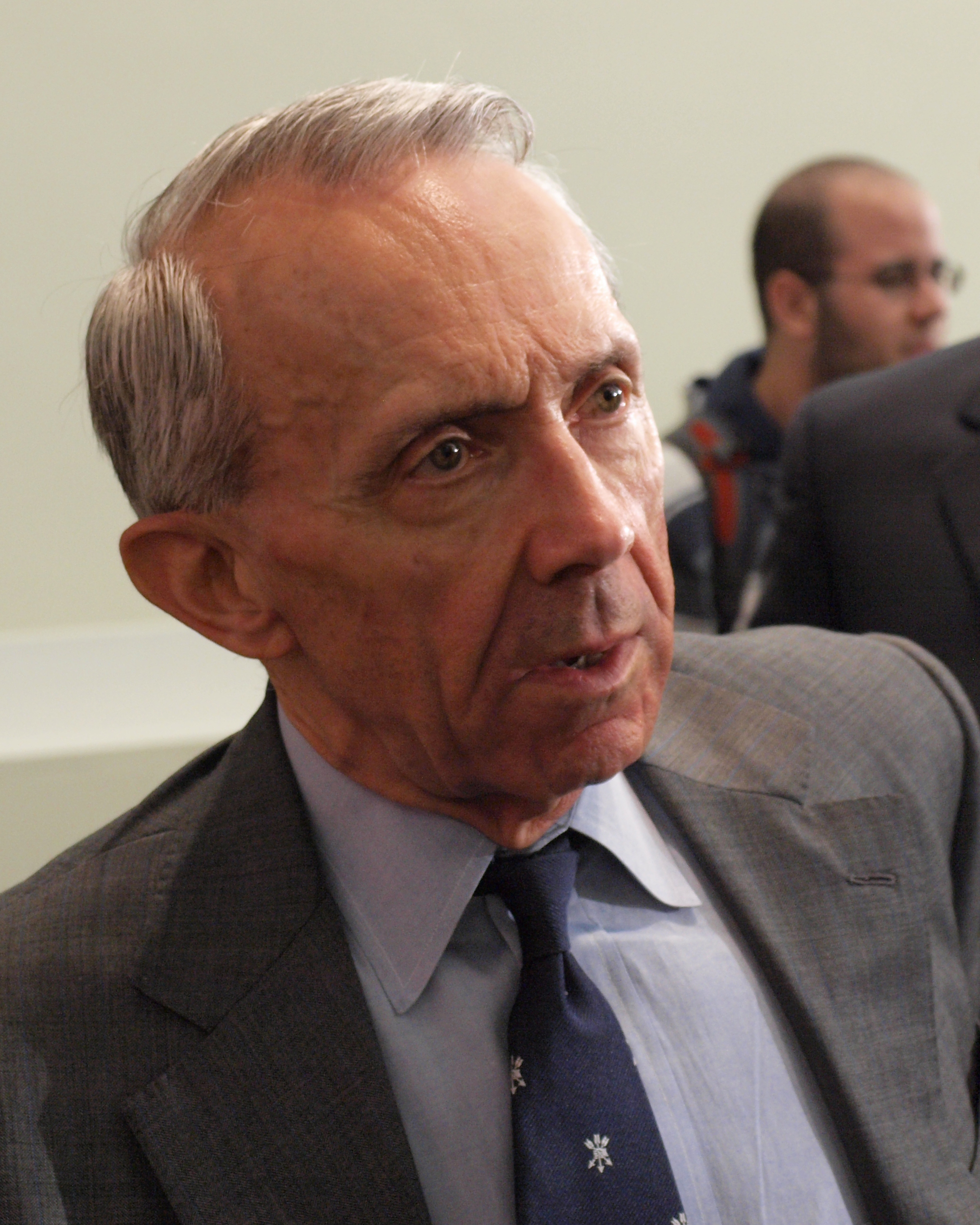
Souter em 2009

David Hackett Souter (Melrose; 17 de setembro de 1939 – Condado de Merrimack, 8 de maio de 2025) foi um juiz associado aposentado da Suprema Corte dos Estados Unidos. Ele serviu de outubro de 1990 até sua aposentadoria em junho de 2009. Nomeado pelo presidente George H. W. Bush para preencher o assento que havia sido desocupado por William J. Brennan Jr., Souter sentou-se nos tribunais de Rehnquist e Roberts.

## Vida
Souter cresceu em Massachusetts e New Hampshire e frequentou Harvard College, Magdalen College, Oxford, e Harvard Law School. Depois de trabalhar brevemente na prática privada, mudou-se para o serviço público. Ele atuou como promotor (1966–1968) no escritório do Procurador-Geral de New Hampshire (1968–1976), como procurador-geral de New Hampshire (1976–1978), como juiz associado do Tribunal Superior de New Hampshire ( 1976–1978). 1978–1983), como juiz associado da Suprema Corte de New Hampshire (1983–1990), e brevemente como juiz do Tribunal de Apelações do Primeiro Circuito dos Estados Unidos (1990).
Souter foi nomeado para a Suprema Corte sem uma "trilha de papel" significativa, mas esperava-se que fosse um juiz conservador. Poucos anos depois de sua nomeação, Souter mudou-se para o centro ideológico. Ele acabou votando de forma confiável com a ala liberal da Corte. Em meados de 2009, depois que o democrata Barack Obama assumiu a presidência dos Estados Unidos, Souter anunciou sua aposentadoria da Corte. Ele foi sucedido por Sonia Sotomayor.

## Morte
Souter morreu no dia 8 de maio de 2025, aos 85 anos.